# 구동 바퀴

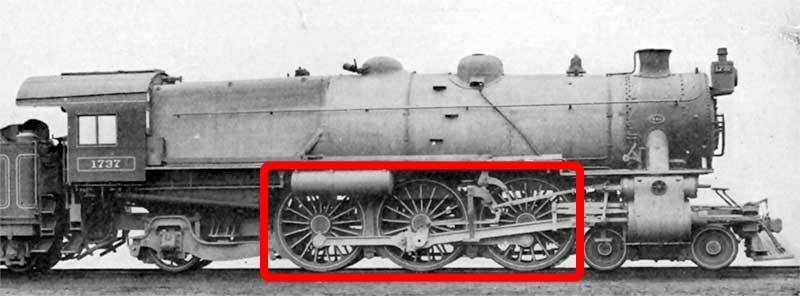
4-6-2 기관차의 구동 바퀴

증기 기관차에서 구동 바퀴 또는 드라이빙 휠(driving wheel)은 기관차의 피스톤이 구동하는 전동 바퀴이다. 기존의 비굴절 기관차, 구동 바퀴는 모두 측면 봉 (결합 막대라고도 알려진)과 함께 연결된다. 일반적으로 한 쌍은 피스톤 로드의 단부에 연결되어 있는 주 연결봉 (또는 연결봉)이 직접 구동한다. 전력은 측면 봉을 통해 외부로 전송된다.
디젤과 전기 기관차에서 구동 바퀴는 견인 전동기가 직접 구동할 수 있다. 결합 막대는 좀처럼 사용되지 않으며, 각각 자체 축 전동기가 있는 것이 매우 일반적이다.
굴절식 기관차 또는 이중 기관차에서 구동 바퀴는 세트 안에서 서로 연결되는 세트로 그룹화된다.

## 같이 보기
- AAR 차륜 배치 표기
- 사슬 톱니
- 화이트식 표기